# Роу, Сильвена
Сильвена Роу (болг. Силвена Роу, урожд. Сильвена Лаута (болг. Силвена Лаута); род. 1967, Пловдив, Народная Республика Болгария) — болгарский шеф-повар, телеведущая и автор кулинарных книг.

## Биография
Родилась 24 июля 1967 года в Пловдиве, в болгаро-турецкой семье.
В возрасте 19 лет переехала в Лондон. Именно там она начала свою кулинарную карьеру, принимая участие в различных шоу на BBC и ITV, а также публикуя кулинарные статьи (в том числе и рецепты блюд) в разных журналах и газетах. Как признаётся в одном из интервью, любовь к кулинарии она переняла у своего отца, работавшего журналистом одной из болгарских газет. Чуть позднее написала книгу рецептов «Пир», завоевавшую премию Glendfiddich Food and Drink Award (англ.).
С 2013 по 2021 год вела шоу «Щипка сол» на болгарском канале bTV, а также была наставником болгарской адаптации британского реалити-шоу MasterChef (болг.). Годами ранее открыла ресторан «Quince» в лондонском отеле «The May Fair», в котором готовились блюда турецкой и балканской кухонь. Само строительство, как она считала, было данью уважения к своему дедушке, который готовил блюда для её отца.
Летом 2021 года запустила свой кулинарный канал на YouTube с различными рецептами. В том же году публикует свою девятую книгу рецептов «Моя кухня».
В феврале 2022 года на канале bTV запустила новое кулинарное шоу «My Star Party».